# 长白蔷薇
长白蔷薇（学名：Rosa koreana）为蔷薇科蔷薇属下的一个种。

## 扩展阅读
- 維基物種上的相關：长白蔷薇